# Wiesław Jasiński (prawnik)
Wiesław Michał Jasiński (ur. 21 września 1962) – polski prawnik i urzędnik państwowy, doktor habilitowany nauk prawnych, w latach 2015–2017 podsekretarz stanu w Ministerstwie Finansów oraz Generalny Inspektor Kontroli Skarbowej, Generalny Inspektor Informacji Finansowej i Pełnomocnik Rządu do Spraw Zwalczania Nieprawidłowości Finansowych na Szkodę Rzeczypospolitej Polskiej lub Unii Europejskiej.

## Życiorys
Od 1987 do 1990 pełnił służbę w Milicji Obywatelskiej. W latach 1987–1989 służył w Wojewódzkim Urzędzie Spraw Wewnętrznych w Gdańsku, zaś od 1989 do 1990 w Wyższej Szkole Oficerskiej Milicji Obywatelskiej w Szczytnie. Ukończył studia prawnicze. W 1997 uzyskał na Uniwersytecie Wrocławskim stopień doktora nauk prawnych na podstawie pracy pt. Proceder prania brudnych pieniędzy i jego zwalczanie w systemie bankowym. Aspekty prawne. W 2017 habilitował się na Uniwersytecie Warmińsko-Mazurskim po obronie rozprawy pt. Osoby na eksponowanych stanowiskach politycznych. Przeciwdziałanie korupcji i praniu pieniędzy. Został wykładowcą i profesorem uczelni w Wyższej Szkole Policji w Szczytnie.
W latach 1996–2015 prowadził konsulting i doradztwo dla kilkudziesięciu przedsiębiorstw oraz instytucji finansowych w zakresie przeciwdziałania korupcji. Był dyrektorem w Instytucie Kształcenia Funkcjonariuszy Służb Państwowych Zwalczających Przestępczość Zorganizowaną i Terroryzm Wyższej Szkoły Policji w Szczytnie. W 2006 rozpoczął pracę w Centralnym Biurze Antykorupcyjnym. W latach 2007–2010 pełnił funkcję dyrektora delegatury CBA w Gdańsku. 4 grudnia 2015 został podsekretarzem stanu w Ministerstwie Finansów.
30 stycznia 2017 złożył dymisję z zajmowanych stanowisk w Ministerstwie Finansów z podaniem względów osobistych. Od 3 lipca 2017 wiceprezes Energa-Operator SA z siedzibą w Gdańsku.
Opublikował książkę pt. Nadużycia w przedsiębiorstwie. Przeciwdziałanie i wykrywanie (2013).